# Потрійний зв'язок
Потрійний зв'язок — кратна форма ковалентного хімічного зв'язку між двома атомами, що утворена трьома електронними парами. У скелетній формі зображається трьома паралельними лініями (≡) між двома зв'язаними атомами
|                                            |                 |                        |              |
| Ацетилен, H−C≡C−H                          | Диціан, N≡C−C≡N | Монооксид вуглецю, C≡O | Нітроген, N2 |
| Сполуки у яких присутній потрійний зв'язок |                 |                        |              |

## Орбітальна модель

Потрійний зв'язок у ацетилені за теорією ВО

Схема будови потрійного зв'язку була викладена в теорії валентних зв'язків. Потрійний зв'язок у рамках цієї теорії утворюється шляхом перекриття двох p-орбіталей атомів у двох площинах і однієї s-орбіталі атома в стані sp-гібридизації по осі, що з'єднує атоми. Таким чином утворюються два Пі-зв'язки під кутом 90 градусів та один сигма-зв'язок. Альтернативним варіантом є утворення зв'язку sp3-гібридизованими орбіталями.

## Реакційна здатність
Потрійний зв'язок має дуже високу електронну густину, та вступає легко в електрофільні реакції приєднання. Це проявляється, наприклад у випадку потрійного зв'язку між атомами карбону у ацетилені. При цьому важливу роль відіграє виділення енергії при утворенні потрійного зв'язку: так при утворенні одинарного С-С зв'язку виділяється 345 kJ·mol−1, при утворенні подвійного С=С зв'язку — 615 kJ·mol−1, а у випадку потрійного зв'язку виділяється 811 kJ·mol−1.
З цього видно, що, наприклад, при утворенні трьох одинарних зв'язків виділяється більше енергії ніж при утворенні потрійного зв'язку, тобто енергія, що залишається використовується на сам зв'язок. У випадку нітрогену таке співвідношення енергій є у зворотному порядку. Потрійний зв'язок нітрогену N2 має енергію утворення зв'язку 945 kJ·mol−1 і є набагато міцнішим і відповідно стабільнішим та інертнішим, ніж подвійний чи одинарний зв'язок між цими атомами. Найвищу енергію зв'язку має потрійний зв'язок у молекулі монооксиду вуглецю (CO) — 1077 kJ·mol−1, проте при цьому потрійному зв'язку певну додаткову роль також відіграє вклад йонного зв'язку, що присутній у цій молекулі і його посилює.

## Молекули з потрійним зв'язком

### Алкіни
Молекули, що мають у своєму складі потрійний зв'язок C≡C належать до класу алкінів. Алкіни є більш реакційноздатними стосовно нуклеофільних реагентів ніж, наприклад алкени — сполуки, що мають подвійний зв'язок. Довжина зв'язку між атомами карбону у потрійному C≡C зв'язку складає 0.120 нм. Незначно менші міжатомні відстані (0.118 нм) спостерігались у потрійних C≡C зв'язках неорганічних сполук карбідів кальцію CaC2 та барію BaC2.

### Потрійний зв'язок у сполуках бору
У 2012 році наукова група університету Вюрцбурга синтезувала n-гетероциклічний карбен, що місить потрійний B≡B зв'язок, довжина якого складає 0.144 нм. Відомі також і сполуки, що містять змішаний потрійний B≡C зв'язок. Величина міжатомних відстаней у такому випадку складає 0.134 нм .

Структура гекса(терт-бутоксі)дивольфраму (III), приклад потрійного зв'язку між атомами металів.

### Метали
Потрійний зв'язок знайдений також між металами у органометалічних сполуках. Наприклад відстані між атомами металів у гекса(терт-бутоксі)дивольфрамі (III) та гекса(терт-бутоксі)димолібдені (ІІІ) складає 0.233 нм. Разом з тим у сполуці з вольфрамом виявлений також гетероатомний зв'язок RC≡W(OBut)3.